# Crown Castle
Crown Castle est une entreprise américaine assurant la gestion des infrastructures mobiles pour le compte des opérateurs mobiles.

## Histoire
En juin 2004, Crown Castle vend son réseau d'antenne relais au Royaume-Uni à National Grid, pour 2 milliards de dollars
En janvier 2007, Crown Castle acquiert Global Signal, une entreprise américaine de gestion d'infrastructures mobiles, pour 5,8 milliards de dollars.
En décembre 2011, Crown Castle acquiert NextG, une entreprise américaine gérant un réseau d'antenne-relais, pour 1 milliard de dollars.
En septembre 2012, Crown Castle obtient un contrat de location de 7 200 antenne-relais de T-Mobile USA, pour 2,4 milliards de dollars.
En octobre 2013, Crown Castle obtient les droits d'utilisation de 9 700 antenne-relais d'AT&T, en échange d'un paiement de 4,85 milliards de dollars.
En avril 2015, Crown Castle achète Quanta Fiber Networks, filiale de Quanta Services, spécialisée dans la gestion du réseau de fibre optique, pour 1 milliard de dollars. En mai 2015, Crown Castle vend ses activités en Australie au fonds d'investissement Macquarie Infrastructure and Real Assets pour 1,6 milliard de dollars.
En juillet 2017, Crown Castle annonce faire une offre d'acquisition sur Lightower Fiber Networks, une entreprise spécialisée dans l'infrastructure internet, pour 7 milliards de dollars, dette incluse. Cette acquisition intervient après celle de Wilcon Holdings en juin 2017 pour 600 millions de dollars et de FPL FiberNet en janvier 2017 pour 1,5 milliard de dollars.